# Thise
Thise är en kommun i departementet Doubs i regionen Bourgogne-Franche-Comté i östra Frankrike. Kommunen ligger i kantonen Marchaux som tillhör arrondissementet Besançon. År 2022 hade Thise 2 990 invånare.

## Befolkningsutveckling
Antalet invånare i kommunen Thise
Referens:INSEE